# El nombre de la rosa (película)
El nombre de la rosa (Der Name der Rose, en alemán) es una película de suspenso y drama de 1986, coproducida entre Italia, Francia y Alemania, dirigida por Jean-Jacques Annaud y basada en la novela homónima, escrita por el italiano Umberto Eco y publicada con enorme éxito en 1980.
Centrándose en el elemento detectivesco y alejándose de los temas políticos y teológicos de la novela original, la película presenta a Sean Connery en el papel del fraile franciscano Guillermo de Baskerville y a Christian Slater en el del novicio, también franciscano, Adso de Melk (benedictino en la novela), siendo el primero requerido para resolver el misterio que rodea una serie de asesinatos en una abadía del norte de Italia durante la Baja Edad Media.

## Resumen
A principios del siglo XIV, una abadía de la Orden de San Benito enclavada en el norte de la península itálica ha sido sacudida por un hecho inexplicable: uno de sus monjes ha muerto de una forma muy misteriosa. Para tan extraño suceso, deciden confiar en un fraile franciscano, fray Guillermo de Baskerville (Sean Connery), bien conocido por su mente deductiva y analítica, quien llega a la abadía acompañado de su joven discípulo, el también franciscano Adso de Melk (Christian Slater), justo antes de la celebración de una reunión entre la delegación del papa (entonces radicado en Aviñón, Francia) y los llamados «espirituales» de la recién nacida Orden franciscana, entre quienes se encuentra un viejo conocido de Guillermo, Ubertino da Casale.
No obstante y dados los acontecimientos, a su llegada Guillermo es requerido por el preocupado abad para que investigue el extraño suceso. Guillermo de Baskerville, antiguo inquisidor, posee inteligencia y perspicacia, y es precisamente por pensadores de la época como Roger Bacon y Guillermo de Ockham, promotores de la ciencia y el razonamiento lógico como un don divino, que Guillermo de Baskerville va desentrañando los secretos que oculta la abadía, al tiempo que las muertes siguen sucediéndose.

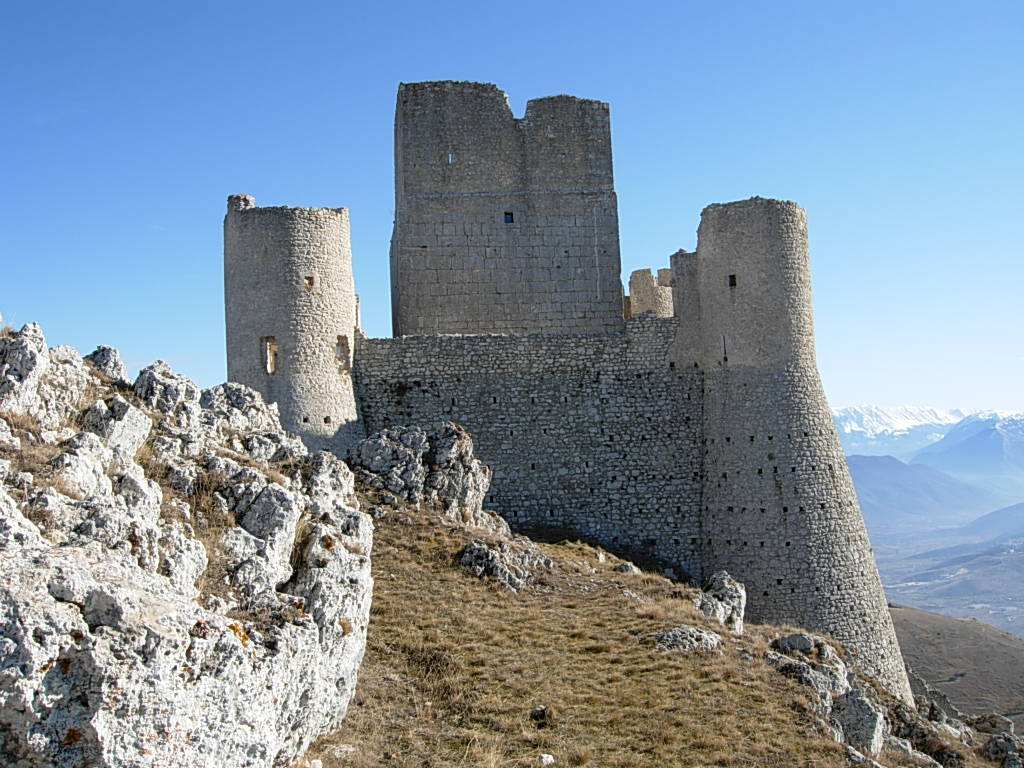
Rocca Calascio, monte cuya imagen es empleada en la película.

En la abadía, cuyo nombre se omite a propósito, viven monjes que vienen de lugares remotos y acuden al santo lugar para poder acceder a libros que solo se encuentran en su reconocida biblioteca. Al mismo tiempo, llegan con algún rollo o libro raro para contribuir al acervo de la abadía. Los monjes extranjeros reproducen a mano los textos que solicitan y así elaboran cuidadosamente una nueva copia para poder regresar a su monasterio con el texto requerido.
Son tiempos en los que el emperador del Sacro Imperio ha calificado al papa Juan XXII de herético, y este, a su vez, mantiene una guerra en contra de los frailes de la vida pobre, representados por la Orden de San Francisco, la cual lleva ya algunas décadas de haber sido reconocida, pero que atenta —según el pontífice de Aviñón— contra los intereses de la Iglesia católica, pues sostiene que los apóstoles y Cristo jamás poseyeron nada ni en común ni en uso, lo cual es precisamente el asunto a dirimirse durante el encuentro de la Legación papal y la joven orden franciscana, encabezada por Miguel de Cesena.
En el fondo, lo que le preocupa a la alta curia no es que se sepa si Jesús fue pobre o no, en todo caso, la angustia nace de la idea que pueda gestarse entre los fieles sobre si debe ser pobre o no la Iglesia católica. En caso afirmativo, la influencia y poder que ha ostentado peligrarían. El emperador Ludovico es quien antagoniza, pues, con el sucesor de Pedro. Algunos de quienes forman el grupo de los «espirituales» franciscanos integraron el Capítulo de Perusa y cuentan con el respaldo del emperador, a quien conviene que se pregone la pobreza como forma de vida y la Regla franciscana. La reunión de ambas legaciones es, pues, de suma importancia.

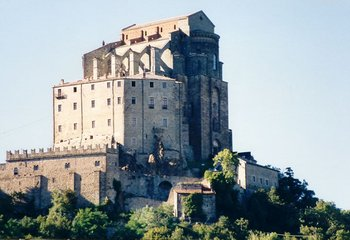
Sacra di San Michele, en la que se inspiró Eco por sus leyendas.

Siendo Guillermo de Baskerville un hombre agudo, descubre que todos en la abadía tienen algo que ocultar: algunos, vicios de la carne, y otros, vicios del espíritu. Es precisamente la sed de conocimiento (que en el libro de Umberto Eco denomina como «lujuria del intelecto») la que origina los más trágicos acontecimientos vistos en tan tranquilo y santo lugar, dedicado a la oración.
Por eso se guardaban con tanto celo algunos libros considerados como «prohibidos»: tal es el caso de la Poética, escrito por Aristóteles, cuya única copia completa se encuentra resguardada de ojos curiosos en el «edificio» (la biblioteca), ya que el filósofo sostiene mediante sus ejemplos —todos cómicos— que es a través de la risa que se puede dar gloria a Dios, mientras que Jorge de Burgos —el monje benedictino más viejo entre los que habitan este monasterio— sostiene que la risa no es buena para el hombre: afirma que el libro podría incitar a los hombres a perder el miedo al infierno y por lo tanto ya no necesitar a Dios.
En la cinta, dirigida por Jean-Jacques Annaud, se observa un ríspido diálogo protagonizado por Jorge de Burgos y Guillermo de Baskerville, donde precisamente este último ejemplifica cómo algunos santos apelaban a la risa para burlarse de los infieles, mientras que el anciano y ya ciego monje de Burgos sostiene que ello no es sino la puerta abierta para el pecado.

## Reparto
- Guillermo de Baskerville: Sean Connery
- Adso de Melk: Christian Slater
- Bernardo Gui: F. Murray Abraham
- El abad: Michael Lonsdale
- Venerable Jorge de Burgos: Fiódor Shaliapin Jr.
- Salvatore: Ron Perlman
- Remigio de Varagine: Helmut Qualtinger
- Severino: Elya Baskin
- Berengario: Michael Habeck
- La chica: Valentina Vargas
- Ubertino de Casale: William Hickey
- Malaquías: Volker Prechtel
- Venancio: Urs Althaus
- Michele da Cesena: Leopoldo Trieste
- Hugo de Newcastle: Vernon Dobtcheff
- Cardenal Bertrand: Lucien Bodard
- Jean d'Anneaux: Peter Berling
- Pietro d’Asís: Donald O'Brien
- Obispo de Alborea. Pete Lancaster
- Adelmo: Lars Bodin-Jorgensen

## Producción
El director Jean-Jacques Annaud se pasó cuatro años preparando el proyecto, viajando a Estados Unidos y Europa buscando el elenco más apropiado. Filmó la película en 16 semanas en dos localizaciones diferentes. Uno de los lugares era la cima de una colina cercana a Roma, donde se rodaron los exteriores y algunos interiores en una réplica a tamaño real que acabaron siendo los decorados más grandes construidos en Europa desde Cleopatra (1963), y la otra fueron muchos de los interiores en el monasterio de Eberbach, en las inmediaciones de Fráncfort. En ella el director dotó de gran realismo a las imágenes a través de una infinidad de detalles y múltiples referencias, con la mayoría de los accesorios, incluidos los manuscritos iluminados, específicamente creados para la película.

## Recepción
El éxito de la producción cinematográfica fue grande, al igual que el de la novela de la cual se originaba la película. La cinta catapultó a la fama a Christian Slater como actor.

## Premios
La película consiguió un total de dieciséis premios en distintos festivales y concursos internacionales, los más destacados de los cuales fueron:
- El César de la Academia francesa a la mejor película extranjera en 1987.
- Dos Premios BAFTA británicos: uno para Sean Connery como mejor actor y otro para Hasso von Hugo por el mejor maquillaje en 1988.